# Zielony Staw Ważecki
Zielony Staw Ważecki, Zielony Staw pod Krywaniem (słow. Zelené pleso Krivánske, Zelené pleso pod Kriváňom, niem. Grüner See am Krivan, węg. Kriváni-Zöld-tó) – staw położony na wysokości 2017 m n.p.m. w górnych partiach Doliny Ważeckiej, w słowackich Tatrach Wysokich. Pomiary pracowników TANAP-u z lat 60. XX wieku wykazują, że ma on 5,161 ha powierzchni, wymiary 450 × 160 m i głębokość około 23,1 m. Jest największym stawem w Dolinie Ważeckiej, oprócz niego, nieco na południowy zachód od jego brzegów znajduje się dużo mniejszy stawek zwany Małym Stawem Ważeckim. Rejon doliny jest obszarem ochrony ścisłej i do stawu nie prowadzą żadne szlaki turystyczne. Jeszcze na początku lat 70. XX wieku od niebieskiego szlaku na Krywań odchodził żółty nad brzeg stawu, jednak został on zlikwidowany.
Zielony Staw Ważecki otoczony jest:
- od północnego zachodu masywem Krywania,
- od północnego wschodu szczytem Krótkiej.